# Paragebicula edentata
Paragebicula edentata is een tienpotigensoort uit de familie van de Upogebiidae. De wetenschappelijke naam van de soort is voor het eerst geldig gepubliceerd in 2001 door Lin, Ngoc-Ho & Chan.